# Jalen Johnson
Jalen Tyrese Johnson (ur. 18 grudnia 2001 w Wausau) – amerykański koszykarz, występujący na pozycji niskiego skrzydłowego, aktualnie zawodnik Atlanty Hawks.
W 2018 został zaliczony do składu Sophomore All-America honorable mention (przez MaxPreps) oraz do II składu All-Wisconsin (przez USA Today) i  All-State (przez Associated Press). Rok później został wybrany najlepszym zawodnikiem szkół średnich stanu Wisconsin (Wisconsin Gatorade Player of the Year).
Ma dwóch braci – Rodan i Kobe. Jego ojciec Rod Johnson Senior grał w drużynie uczelnianej University of Wisconsin Milwaukee oraz Southeast Missouri State University, występował też w Polsce. Matka – Stacy Johnson była koszykarką University of Wisconsin Milwaukee. Brat Rod Johnson Jr grał w koszykówkę w Highland Community College we Freeport (Illinois).

## Osiągnięcia
Stan na 28 listopada 2021, na podstawie, o ile nie zaznaczono inaczej.
NCAA
- Najlepszy pierwszoroczniak konferencji Atlantic Coast (ACC – 30.11.2020, 1.02.2021)

NBA
- Zaliczony do I składu letniej ligi NBA (2021)